# Tegernheim
Tegernheim è un comune tedesco di 4 581 abitanti, situato nel land della Baviera.